# ARA Wädenswil-Rietliau
Die ARA Wädenswil-Rietliau, auch ARA Rietliau, ist die Kläranlage der Gemeinde Wädenswil, die in der Rietliau im Ortsteil Au an der Seestrasse steht. Sie wird von der Stadt Wädenswil betrieben und gehört mit einem Einwohnerwert von 44.000 Menschen zu den mittelgrossen Kläranlagen des Kantons Zürich.

## Geschichte
Ursprünglich wurden die Siedlungsabwässer als Jauche auf Landwirtschaftsland und in Gärten ausgebracht. Ab Beginn des 20. Jahrhunderts wurden die Abwässer über die natürlichen Bäche in den Zürichsee eingeleitet. Bereits in den 1930er-Jahren war das System hinsichtlich Hygiene und Kapazität ungenügend, die Stimmbürger nahmen aber erst 1947 die kommunale Vorlage an, die den Bau einer Kanalisation vorsah. Die Abwässer von Wädenswil sollten in einem Stollen unter dem Bürglifelsen hindurch in die Rietliau geleitet werden, wo die zukünftige Kläranlage vorgesehen war. Geologische Schwierigkeiten bei der Planung führten 1954 zu einem neuen Projekt mit einem Abwasserkanal unter der Seestrasse. Die Kanalisation wurde in den Jahren von 1960 bis 1971 in sechs Etappen gebaut.
Für den Bau der Kläranlage wurde am 17. Februar 1963 ein Kredit von 6,5 Millionen Franken bewilligt. Die Anlage wurde von Fietz + Leuthold aus Zürich gebaut und im Oktober 1967 in Betrieb genommen.

## Technik
Die Anlage besteht aus den folgenden Komponenten:
Mechanische Stufe
- Vorklärung in 2 Becken

Biologische Stufe
- Belebtschlammverfahren mit Tiefenbelüftung und Membranbiologie

Chemische Stufe
- Phosphorelimination